# 7308 Hattori
7308 Hattori este un asteroid din centura principală, descoperit pe 31 ianuarie 1995, de Yoshisada Shimizu și Takeshi Urata.